# 7x7 (programa de televisión)
7x7 fue un programa de televisión dominical conducido por el periodista y escritor peruano Jaime Bayly y transmitido por Willax Televisión. Se emitía durante las elecciones generales de Perú de 2021.

## Descripción
El nombre del programa 7x7 hace alusión a un bloque de vídeos humorísticos con el que Jaime Bayly culminaba sus programas El francotirador (2006-2010).  En 2020, Bayly confesó que Latina Televisión le había propuesto tener su programa propio desde sus estudios en Lima, pero que lo había rechazado.
Posteriormente, Willax Televisión anunció en enero de 2021 que Bayly llevará un programa especial en el mismo estudio donde se produce el programa que lleva su nombre en Estados Unidos.
El programa estrenó el 21 de febrero de 2021 en el contexto de la campaña electoral por las elecciones generales de Perú de 2021, a realizarse el 11 de abril de 2021. Bayly informó en el primer programa que se había comprometido con el canal para siete programas dominicales, desde el 21 de febrero hasta el 4 de abril. Tras la primera vuelta, Jaime Bayly se comprometió para siete programas adicionales antes de la segunda vuelta. La primera temporada terminó el 7 de junio, con un episodio dedicado a la segunda vuelta.
El programa tenía dos segmentos, el primero en las entrevistas o monólogos realizados por el conductor y el final sobre eventos humorísticos.

## Episodios
| Fecha                 | Entrevistado        |
| --------------------- | ------------------- |
| 21 de febrero de 2021 | César Acuña         |
| 28 de febrero de 2021 | Keiko Fujimori      |
| 7 de marzo de 2021    | George Forsyth      |
| 14 de marzo de 2021   | Rafael López Aliaga |
| 21 de marzo de 2021   | Hernando de Soto    |
| 28 de marzo de 2021   | Julio Guzmán        |
| 4 de abril de 2021    | Hernando de Soto    |